# Cupa Moldovei 2009-2010
La Cupa Moldovei 2009-2010 è stata la 19ª edizione del torneo. La coppa è iniziata il 16 settembre 2009 e terminerà nel maggio 2011. Lo Sheriff Tiraspol è il detentore del trofeo.

## Turno preliminare
Le partite si sono giocate il 16 settembre 2009.
| Squadra 1            | Risultato | Squadra 2           |
| -------------------- | --------- | ------------------- |
| FC Costuleni         | 0 – 2     | CSCA-Rapid Chișinău |
| FC Dava              | 0 – 3     | FC Academia UTM     |
| Olimp                | 7 – 6 dr  | FC Locomotiv        |
| CSF Cricova          | 2 – 1 dts | CF Intersport Aroma |
| FC Victoria          | 1 – 3 dts | RS Lilcora          |
| FC Cahul-2005        | 1 – 0     | FC Sfintul Gheorghe |
| Universitatea Agrara | 2 – 1     | Fortuna             |
| Viisoara             | 1 – 2     | FC Viitorul         |

## Ottavi di finale
Le partite si sono giocate il 30 settembre 2009. Entrano nel tabellone le principali squadre del massimo campionato.
| Squadra 1        | Risultato | Squadra 2            |
| ---------------- | --------- | -------------------- |
| Nistru Otaci     | 0 – 2     | Academia Chișinău    |
| Olimp            | 0 – 1     | Iskra-Stal           |
| CSF Cricova      | 0 – 1     | Dinamo Bender        |
| Zarea Bălți      | 2 – 1     | RS Lilcora           |
| Zimbru Chișinău  | 8 – 0     | Universitatea Agrara |
| Tiraspol         | 3 – 2     | Cahul 2005           |
| FC Viitorul      | 0 – 2     | Dacia Chișinău       |
| Sheriff Tiraspol | 5 – 0     | CSCA-Rapid Chișinău  |

## Quarti di finale
Il turno si svolge con partite di andata (22 novembre 2009) e ritorno (28 novembre 2009). L'incontro tra lo Sheriff e l'Academia UTM si è svolto il 23 febbraio e 30 marzo 2010
| Squadra 1        | Totale | Squadra 2         | Andata | Ritorno   |
| ---------------- | ------ | ----------------- | ------ | --------- |
| Tiraspol         | 1 - 3  | Dacia Chișinău    | 0 - 0  | 1 - 3     |
| Zarea Bălți      | 3 - 1  | Zimbru Chișinău   | 3 - 1  | 0 - 0     |
| Dinamo Bender    | 0 - 5  | Iskra-Stal        | 0 - 2  | 0 - 3     |
| Sheriff Tiraspol | 0 - 1  | Academia Chișinău | 0 - 0  | 0 - 1 dts |

## Semifinale
Il turno di andata si è svolto il 14 aprile 2010 e quello di ritorno il 28 aprile 2010.
| Squadra 1        | Totale | Squadra 2   | Andata | Ritorno |
| ---------------- | ------ | ----------- | ------ | ------- |
| Dacia Chișinău   | 5 - 2  | Zarea Bălți | 4 - 2  | 1 - 0   |
| Sheriff Tiraspol | 1 - 1  | Iskra-Stal  | 0 - 0  | 1 - 1   |

## Finale
La finale venne disputata il 30 maggio 2010.
| Arbitro: | Victor Gheciu |

|                               |           |  |
| Jymmy Dougllas França 27’ 52’ | Marcatori |  |